# Фелдкирхен (Минхен)
Фелдкирхен (њем. Feldkirchen) општина је у њемачкој савезној држави Баварска. Једно је од 29 општинских средишта округа Минхен. Према процјени из 2010. у општини је живјело 6.110 становника. Посједује регионалну шифру (AGS) 9184118.

## Географски и демографски подаци
Фелдкирхен се налази у савезној држави Баварска у округу Минхен. Општина се налази на надморској висини од 523 метра. Површина општине износи 6,4 km². У самом мјесту је, према процјени из 2010. године, живјело 6.110 становника. Просјечна густина становништва износи 953 становника/km².

## Међународна сарадња
| Мјесто   | Држава  | Врста сарадње | Од    |
| -------- | ------- | ------------- | ----- |
| Бизињано | Италија | партнерство   | 2005. |
| Извор    |         |               |       |